# Käte Pontow
Käte Pontow, auch Käthe Pontow (* 28. Januar 1924 in Berlin; † 2016 in Hamburg) war eine deutsche Schauspielerin und Synchronsprecherin.

## Leben
Käte Pontow begann ihre Laufbahn an den Bühnen ihrer Heimatstadt. Bis 1944 war sie an den Kammerspielen des Deutschen Theaters Berlin engagiert. Dort feierte sie beispielsweise 1941 neben Erich Ponto in der Hauptrolle in Erich Kästners lebenslänglichem Kind Erfolge, das Kästner unter dem Pseudonym Robert Neuner verfasst hatte. Nach dem Zweiten Weltkrieg fand sie in Hamburg eine neue künstlerische Heimat. Sie gehörte neben Hilde Krahl, Edda Seippel und Hermann Schomberg zur Gründungsgeneration von Ida Ehres Hamburger Kammerspielen, wo sie unter Regisseuren wie Helmut Käutner spielte. 1955 wechselte Käte Pontow an Helmuth Gmelins Theater im Zimmer.
1939 gab Käte Pontow neben Heinrich George und Jutta Freybe in Eduard von Borsodys Sensationsprozeß Casilla ihr Spielfilmdebüt. In den Folgejahren spielte sie neben Ilse Werner in Josef von Bákys Ihr erstes Erlebnis, neben Theo Lingen in Hilfe, ich bin unsichtbar, neben Willy Fritsch in Zwölf Herzen für Charly, neben Siegfried Lowitz im Drama Verräterische Spuren, in der Carl-Zuckmayer-Verfilmung Der fröhliche Weinberg, in Georg Thomallas Adaption von Ralph Benatzkys Singspiel Bezauberndes Fräulein sowie in Rudolf Jugerts Trümmerfilm Film ohne Titel. In der Fernsehserie Ulrich und Ulrike mit Matthias Fuchs in der Hauptrolle hatte sie mit der „Frau Dannemann“ sogar eine durchgehende Rolle inne.
Daneben war Käte Pontow umfangreich als Sprecherin für Hörspiel und Synchron tätig. Beispielsweise sprach sie in verschiedenen Hörfunkbearbeitungen des NWDR von Hans Adlers Meine Nichte Susanne die „Bathilde“, welche sie auch in der Filmversion mit Inge Meysel verkörperte. Als Synchronsprecherin lieh sie ihre Stimme international bekannten Schauspielkolleginnen wie Anouk Aimée in Der goldene Salamander, Zsa Zsa Gabor in Moulin Rouge und Jane Wyman in Hitchcocks Die rote Lola.

## Filmografie (Auswahl)
- 1939: Sensationsprozeß Casilla
- 1939: Ihr erstes Erlebnis
- 1948: Film ohne Titel
- 1948: Die Söhne des Herrn Gaspary
- 1949: 12 Herzen für Charly
- 1950: Meine Nichte Susanne
- 1951: Weh’ dem, der liebt!
- 1951: Hilfe, ich bin unsichtbar!
- 1951: Kommen Sie am Ersten
- 1952: Der fröhliche Weinberg
- 1953: Träume auf Raten
- 1953: Dame Kobold
- 1953: Der Nächste, bitte!
- 1953: Bezauberndes Fräulein
- 1954: Der Klax
- 1954: Der Mann meines Lebens
- 1955: Parole Heimat
- 1959: Ja, so ein Mädchen mit 16
- 1960: Ein Fingerhut voll Mut
- 1962: Schönes Wochenende
- 1962: Verräterische Spuren
- 1966: Ulrich und Ulrike

## Hörspiele (Auswahl)
- 1946: Heinrich Spoerl: Der Maulkorb – Regie: Ludwig Cremer (NWDR)
- 1947: Meine Nichte Susanne – Regie: Arno Assmann (NWDR)
- 1947: Axel Eggebrecht: Wenn wir wollen – Regie Ludwig Cremer (NWDR)
- 1947: Der Himmel wartet – Regie: Günther Schnabel (NWDR)
- 1947: Fissel und die Doppelte – Regie: Kurt Reiss (NWDR)
- 1948: Die F-Gas-Ballade – Regie: Hans Quest (NWDR)
- 1948: Thornton Wilder: Die Brücke von San Luis Rey – Regie: Gustav Burmester (NWDR)
- 1950: Honoré de Balzac: Tante Lisbeth – Regie: Otto Kurth (NWDR)
- 1950: Aus der Traum – Regie: Ludwig Cremer (NWDR)
- 1950: Ernst Schnabel: Die Geheimnisse von Paris – Regie: Hans Gertberg (NWDR)
- 1950: Ernst Schnabel: Lissabon (ein iberisches Tagebuch) – Regie: Hans Gertberg (NWDR)
- 1952: Meine Nichte Susanne – Regie: Carl-Heinz Schroth (NWDR)
- 1952: André Maurois: Hofmachen und Eroberung – Regie: Hans Rosenhauer (NWDR)
- 1952: Hans Rothe: Verwehte Spuren – Regie: Gerd Fricke (NWDR)
- 1963: Kurt Reiss: Cäsar und Cleopatra (Aphrodite) – Regie: Kurt Reiss (RB)